# Брегмацеры
Брегмацеры (лат. Bregmaceros) — род морских лучепёрых рыб из монотипического семейства брегмацеровых (Bregmacerotidae) отряда трескообразных. Обитают у побережья тропических и субтропических морей.
Длина тела составляет от 2 до 12 см. Два спинных плавника и один длинный анальный плавник. Первый спинной плавник состоит из одного удлинённого луча. Брюшной плавник расположен под головой. Подбородочный усик отсутствует.

## Виды
Выделяют 14 видов:
- Bregmaceros arabicus
- Bregmaceros atlanticus — Атлантический брегмацер
- Bregmaceros bathymaster
- Bregmaceros cantori
- Bregmaceros cayorum
- Bregmaceros houdei
- Bregmaceros japonicus — Японский брегмацер
- Bregmaceros lanceolatus
- Bregmaceros mcclellandi — Южноазиатский брегмацер
- Bregmaceros nectabanus
- Bregmaceros neonectabanus
- Bregmaceros pescadorus
- Bregmaceros pseudolanceolatus
- Bregmaceros rarisquamosus